# Ion Tabugan
Ion Tabugan (n. 1 aprilie 1960, Mehadia, Caraș-Severin, România) este un fost deputat român, ales în 2008 din partea PNL, trecut apoi la UNPR, reales pe liste comune cu PSD în 2012 și apoi, după ce UNPR a fuzionat cu PMP, reales din partea acestuia din urmă în 2016. În iunie 2018, a trecut la ALDE.
revenind în 2020 înapoi în PNL.